# Rörelsekapital
Rörelsekapital är en redovisningsterm som betyder samtliga omsättningstillgångar minus kortfristiga skulder. Den engelska termen är working capital. Det är det kapital ett företag behöver för att finansiera den löpande verksamheten. Genom att utgå från balansräkningens poster kan rörelsekapitalet principiellt räknas ut på två olika sätt. Ett sätt är att subtrahera de kortfristiga skulderna från omsättningstillgångarna. Ett annat sätt är att subtrahera eget kapital, obeskattade reserver, avsättningar och långfristiga skulder från anläggningstillgångarna. 
Rörelsekapitalet kan bindas i likvida medel, varulager, kundfordringar och säkerhetspengar.

## Exempel
Behovet av rörelsekapital kan se olika ut i olika verksamheter och innehålla olika poster. Några exempel:
Handelsföretag
Rörelsekapital = kassa + kundfordringar + övriga kortfristiga fordringar + varulager - kortfristiga skulder
Industriföretag
Rörelsekapital = kassa + kundfordringar + övriga kortfristiga fordringar + råmaterial + produkter i arbete  + varulager - kortfristiga skulder
Tjänsteföretag
Rörelsekapital = kassa + kundfordringar + övriga kortfristiga fordringar + nedlagt arbete i ej slutförda tjänster - kortfristiga skulder